# Annie Lorrain Smith
Annie Lorrain Smith (Liverpool, 23 de octubre de 1854 - Londres, 7 de septiembre de 1937) fue una liquenóloga inglesa cuyo Lichens (1921) fue un texto esencial por varias décadas. Además fue micóloga y miembro fundadora de la British Mycological Society, donde fue presidenta por dos términos.

## Biografía
Aunque nace en Liverpool, su familia vivió en la rural Dumfriessshire donde su padre Walter era ministro de la Iglesia libre de Escocia en la parroquia de Half Morton, a pocos kilómetros al norte de Gretna Green. Tuvo a talentosos docentes, incluyendo al patólogo, profesor James Lorrain Smith.
Después de la escuela en Edimburgo, estudia francés y alemán, y luego se emplea de gobernanta. Se muda a Londres, estudiando Botánica hacia 1888, e ingresa a clases del Real Colegio de Ciencias, bajo D. H. Scott, y le encuentra trabajo en el British Museum, aunque ella debe ser pagada de un fondo especial debido a que las mujeres no podían ser empleadas allí oficialmente. Identificó y reportó nuevos hongos colectados, del Reino Unido, y trabajó en el Museo y Herbario de Criptógamas.
En 1904 es una de las primeras mujeres admitidas como Miembro de la Sociedad Linneana de Londres luego de un cambio en sus leyes de admisión.
Su interés en la liquenología se expande en 1906 cuando acepta a completar una Monograph of the British Lichens, dejada inconclusa con el deceso de James Crombie. Luego continuó con su ilustrada Handbook of British Lichens (1921), una llave a todos los líquenes británicos, único por el siguiente cuarto de siglo. En el mismo año Lichens se publica y rápidamente se establece como un texto clásico.
Se ocupó de la causa del sufragio femenino y de sus derechos civiles. Trabajó muy largamente, y en 1931, con casi 77 años, es galardonada con una pensión "en reconocimiento a sus servicios a la ciencia botánica". 
En 1934 es nombrada Oficial de la Orden del Imperio Británico: "Miss Annie Lorrain-Smith, F. L. S. Por contribuciones a la Micología y a la Liquenología."

## Obra en línea
- Es Pelvetia canaliculata un liquen? (enlace roto disponible en Internet Archive; véase el historial, la primera versión y la última).
- La abreviatura «A.L.Sm.» se emplea para indicar a Annie Lorrain Smith como autoridad en la descripción y clasificación científica de los vegetales.[2]